# Multichannel television sound
Multichannel television sound, melhor conhecido como MTS ou BTSC, é o método de codificar três canais adicionais de áudio ao sinal vídeo de formato NTSC. Foi adoptado pela FCC como o standard americano para transmissões de televisão stereo em 1984.

## Alternativas ao MTS
- NICAM